# Renzo Burini
Renzo Burini (ur. 10 października 1927 w Palmanovie, zm. 25 października 2019 w Mediolanie) – włoski piłkarz i trener.
W trakcie zawodowej kariery piłkarskiej występował w Milanie, S.S. Lazio i Cesenie, gdzie był grającym trenerem. Z mediolańskim zespołem w 1951 roku został mistrzem Włoch i wygrał Puchar Łaciński. Siedem lat później, gdy grał już w Lazio wywalczył pierwszy powojenny Puchar Włoch.
Z reprezentacją Włoch uczestniczył w igrzyskach olimpijskich w 1948 roku, ale nie zagrał tam w żadnym spotkaniu.